# Enteromyxum fugu
Enteromyxum fugu is een microscopische parasiet uit de familie Myxidiidae. Enteromyxum fugu werd in 2002 beschreven door Tun, Yokoyama, Ogawa & Wakayabashi. 